# Miminegash
Miminegash är en ort i Kanada.   Den ligger i provinsen Prince Edward Island, i den östra delen av landet, 900 km öster om huvudstaden Ottawa. Antalet invånare är 173.
Terrängen runt Miminegash är platt. Havet är nära Miminegash åt nordväst. Runt Miminegash är det glesbefolkat, med 11 invånare per kvadratkilometer.. Närmaste större samhälle är Alberton, 14,6 km sydost om Miminegash. 
I omgivningarna runt Miminegash växer i huvudsak blandskog.